# Mark McGuinness
Mark James McGuinness (Slough, 5 gennaio 2001) è un calciatore irlandese con cittadinanza britannica, difensore del Luton Town.

## Carriera

### Club
Cresciuto nel settore giovanile dell'Arsenal, il 22 settembre 2020 passa in prestito all'Ipswich Town, con cui inizia la carriera professionistica. Il 21 giugno 2021 viene acquistato dal Cardiff City, con cui firma un triennale
; il 18 agosto 2022 si trasferisce a titolo temporaneo allo Sheffield Weds, facendo poi ritorno al club gallese nel successivo mese di gennaio, dopo un'ottima prima parte di stagione. Il 17 agosto 2023 prolunga con i Bluebirds fino al 2027.

### Nazionale
Ha giocato nella nazionale inglese Under-15 e nelle nazionali irlandesi Under-19 ed Under-21.
Nell'ottobre 2024 è stato convocato per la prima volta dall'Irlanda, con cui ha esordito il 17 novembre dello stesso anno nella sconfitta per 5-0 in Nations League in casa dell'Inghilterra.

## Statistiche

### Presenze e reti nei club
Statistiche aggiornate al 9 maggio 2025.
| Stagione            | Squadra             | Campionato          | Campionato | Campionato | Coppe nazionali | Coppe nazionali | Coppe nazionali | Coppe continentali | Coppe continentali | Coppe continentali | Altre coppe | Altre coppe | Altre coppe | Totale | Totale |
| Stagione            | Squadra             | Comp                | Pres       | Reti       | Comp            | Pres            | Reti            | Comp               | Pres               | Reti               | Comp        | Pres        | Reti        | Pres   | Reti   |
| ------------------- | ------------------- | ------------------- | ---------- | ---------- | --------------- | --------------- | --------------- | ------------------ | ------------------ | ------------------ | ----------- | ----------- | ----------- | ------ | ------ |
| 2020-2021           | Ipswich Town        | FL1                 | 24         | 1          | FACup+CdL       | 1+0             | 0               | -                  | -                  | -                  | EFLT        | 0           | 0           | 25     | 1      |
| 2021-2022           | Cardiff City        | FL1                 | 34         | 3          | FACup+CdL       | 1+0             | 0               | -                  | -                  | -                  | -           | -           | -           | 35     | 3      |
| 2022-gen. 2023      | Sheffield Weds      | FL1                 | 17         | 1          | FACup+CdL       | 3+2             | 0               | -                  | -                  | -                  | EFLT        | 2           | 0           | 24     | 1      |
| gen.-giu. 2023      | Cardiff City        | FLC                 | 19         | 0          | FACup+CdL       | -               | -               | -                  | -                  | -                  | -           | -           | -           | 19     | 0      |
| 2023-2024           | Cardiff City        | FLC                 | 30         | 2          | FACup+CdL       | 0+1             | 0               | -                  | -                  | -                  | -           | -           | -           | 31     | 2      |
| ago. 2024           | Cardiff City        | FLC                 | 0          | 0          | FACup+CdL       | 0+1             | 0               | -                  | -                  | -                  | -           | -           | -           | 1      | 0      |
| Totale Cardiff City | Totale Cardiff City | Totale Cardiff City | 83         | 5          |                 | 3               | 0               |                    | -                  | -                  |             | -           | -           | 86     | 5      |
| 2024-2025           | Luton Town          | FLC                 | 43         | 3          | FACup+CdL       | 1+0             | 0               | -                  | -                  | -                  | -           | -           | -           | 44     | 3      |
| Totale carriera     | Totale carriera     | Totale carriera     | 167        | 10         |                 | 10              | 0               |                    | -                  | -                  |             | 2           | 0           | 179    | 10     |

### Cronologia presenze e reti in nazionale
| Cronologia completa delle presenze e delle reti in nazionale ― Irlanda | Cronologia completa delle presenze e delle reti in nazionale ― Irlanda | Cronologia completa delle presenze e delle reti in nazionale ― Irlanda | Cronologia completa delle presenze e delle reti in nazionale ― Irlanda | Cronologia completa delle presenze e delle reti in nazionale ― Irlanda | Cronologia completa delle presenze e delle reti in nazionale ― Irlanda | Cronologia completa delle presenze e delle reti in nazionale ― Irlanda | Cronologia completa delle presenze e delle reti in nazionale ― Irlanda |
| Data                                                                   | Città                                                                  | In casa                                                                | Risultato                                                              | Ospiti                                                                 | Competizione                                                           | Reti                                                                   | Note                                                                   |
| ---------------------------------------------------------------------- | ---------------------------------------------------------------------- | ---------------------------------------------------------------------- | ---------------------------------------------------------------------- | ---------------------------------------------------------------------- | ---------------------------------------------------------------------- | ---------------------------------------------------------------------- | ---------------------------------------------------------------------- |
| 17-11-2024                                                             | Londra                                                                 | Inghilterra                                                            | 5 – 0                                                                  | Irlanda                                                                | UEFA Nations League 2024-2025 - 1º turno                               | -                                                                      |                                                                        |
| Totale                                                                 |                                                                        | Presenze                                                               | 1                                                                      |                                                                        | Reti                                                                   | 0                                                                      |                                                                        |

| Cronologia completa delle presenze e delle reti in nazionale ― Irlanda under 21 | Cronologia completa delle presenze e delle reti in nazionale ― Irlanda under 21 | Cronologia completa delle presenze e delle reti in nazionale ― Irlanda under 21 | Cronologia completa delle presenze e delle reti in nazionale ― Irlanda under 21 | Cronologia completa delle presenze e delle reti in nazionale ― Irlanda under 21 | Cronologia completa delle presenze e delle reti in nazionale ― Irlanda under 21 | Cronologia completa delle presenze e delle reti in nazionale ― Irlanda under 21 | Cronologia completa delle presenze e delle reti in nazionale ― Irlanda under 21 |
| Data                                                                            | Città                                                                           | In casa                                                                         | Risultato                                                                       | Ospiti                                                                          | Competizione                                                                    | Reti                                                                            | Note                                                                            |
| ------------------------------------------------------------------------------- | ------------------------------------------------------------------------------- | ------------------------------------------------------------------------------- | ------------------------------------------------------------------------------- | ------------------------------------------------------------------------------- | ------------------------------------------------------------------------------- | ------------------------------------------------------------------------------- | ------------------------------------------------------------------------------- |
| 18-11-2020                                                                      | Beggen                                                                          | Lussemburgo under 21                                                            | 1 – 2                                                                           | Irlanda under 21                                                                | Qual. Europeo Under-21 2021                                                     | -                                                                               |                                                                                 |
| 26-3-2021                                                                       | Newport                                                                         | Galles under 21                                                                 | 1 – 2                                                                           | Irlanda under 21                                                                | Amichevole                                                                      | -                                                                               |                                                                                 |
| 30-5-2021                                                                       | Marbella                                                                        | Svizzera under 21                                                               | 2 – 0                                                                           | Irlanda under 21                                                                | Amichevole                                                                      | -                                                                               |                                                                                 |
| 2-6-2021                                                                        | Marbella                                                                        | Australia under 21                                                              | 1 – 2                                                                           | Irlanda under 21                                                                | Amichevole                                                                      | -                                                                               |                                                                                 |
| 5-6-2021                                                                        | Marbella                                                                        | Danimarca under 21                                                              | 0 – 1                                                                           | Irlanda under 21                                                                | Amichevole                                                                      | -                                                                               |                                                                                 |
| 8-10-2021                                                                       | Dublino                                                                         | Irlanda under 21                                                                | 2 – 0                                                                           | Lussemburgo under 21                                                            | Qual. Europeo Under-21 2023                                                     | -                                                                               | 59’                                                                             |
| 12-10-2021                                                                      | Podgorica                                                                       | Montenegro under 21                                                             | 2 – 1                                                                           | Irlanda under 21                                                                | Qual. Europeo Under-21 2023                                                     | -                                                                               | 44’                                                                             |
| 12-11-2021                                                                      | Dublino                                                                         | Irlanda under 21                                                                | 0 – 2                                                                           | Italia under 21                                                                 | Qual. Europeo Under-21 2023                                                     | -                                                                               |                                                                                 |
| 16-11-2021                                                                      | Dublino                                                                         | Irlanda under 21                                                                | 1 – 0                                                                           | Svezia under 21                                                                 | Qual. Europeo Under-21 2023                                                     | -                                                                               |                                                                                 |
| 29-3-2022                                                                       | Borås                                                                           | Svezia under 21                                                                 | 0 – 2                                                                           | Irlanda under 21                                                                | Qual. Europeo Under-21 2023                                                     | -                                                                               |                                                                                 |
| 3-6-2022                                                                        | Dublino                                                                         | Irlanda under 21                                                                | 3 – 0                                                                           | Bosnia ed Erzegovina under 21                                                   | Qual. Europeo Under-21 2023                                                     | -                                                                               |                                                                                 |
| 6-6-2022                                                                        | Dublino                                                                         | Irlanda under 21                                                                | 3 – 1                                                                           | Montenegro under 21                                                             | Qual. Europeo Under-21 2023                                                     | -                                                                               |                                                                                 |
| 14-6-2022                                                                       | Ascoli                                                                          | Italia under 21                                                                 | 4 – 1                                                                           | Irlanda under 21                                                                | Qual. Europeo Under-21 2023                                                     | -                                                                               | 14’                                                                             |
| Totale                                                                          |                                                                                 | Presenze                                                                        | 13                                                                              |                                                                                 | Reti                                                                            | 0                                                                               |                                                                                 |